# Gat Rimon
Gat Rimn (en hebreo. גַּת רִמּוֹן, lit Granada prensa) es un moshav en el centro de Israel. Situado en el valle de Ono en la llanura de Sharon entre Ganei Tikva y Petaj Tikva, que cae bajo la jurisdicción del Concejo Regional Drom HaSharon. En el año 2006 tenía una población de 204.

El moshav fue fundado en 1926 por los trabajadores de Petaj Tikva que eran hijos de inmigrantes de clase media de la Cuarta Aliyá. Fue llamado inicialmente Hitjaya (hebreo: התחייה, lit Revival), pero más tarde adoptó el nombre bíblico de Gat Rimón, una ciudad levita en la tierra de la tribu de Dan, que se menciona en Josué 19:45. La ciudad bíblica es "indentified con Tel Gerisa" cerca del río Yarkon en el norte de Tel Aviv por el arqueólogo Benjamin Mazar.

## galería

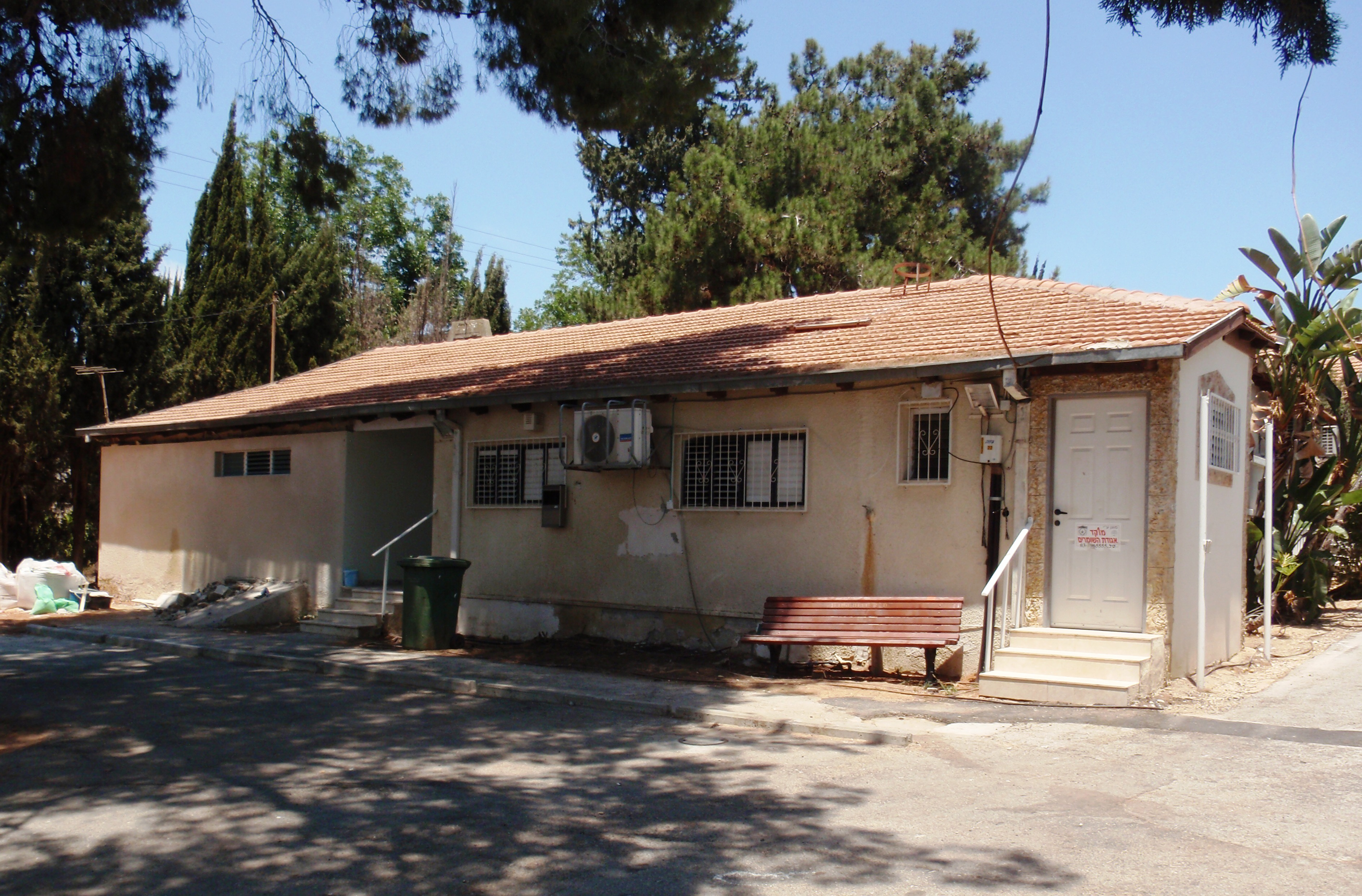
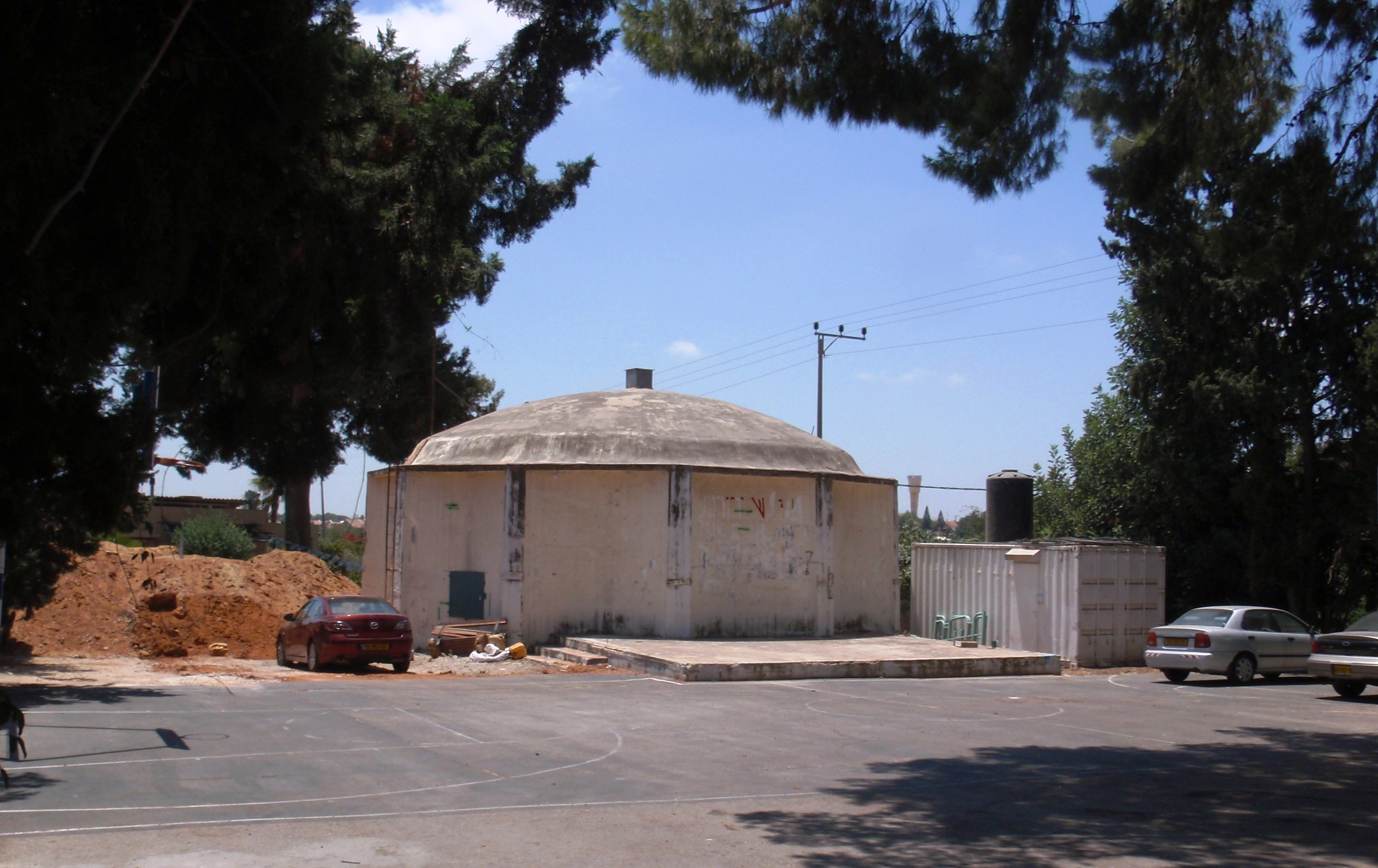
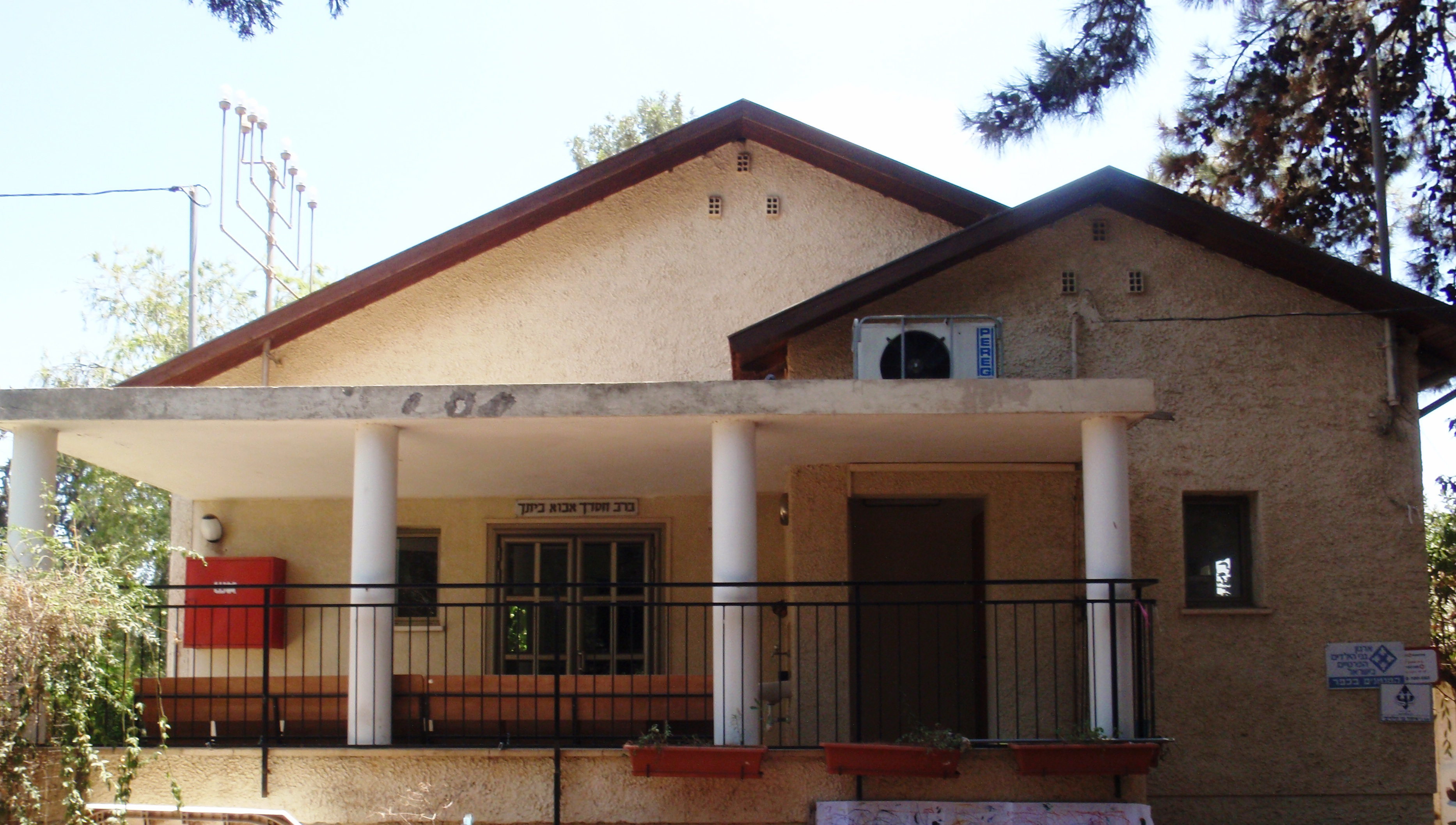
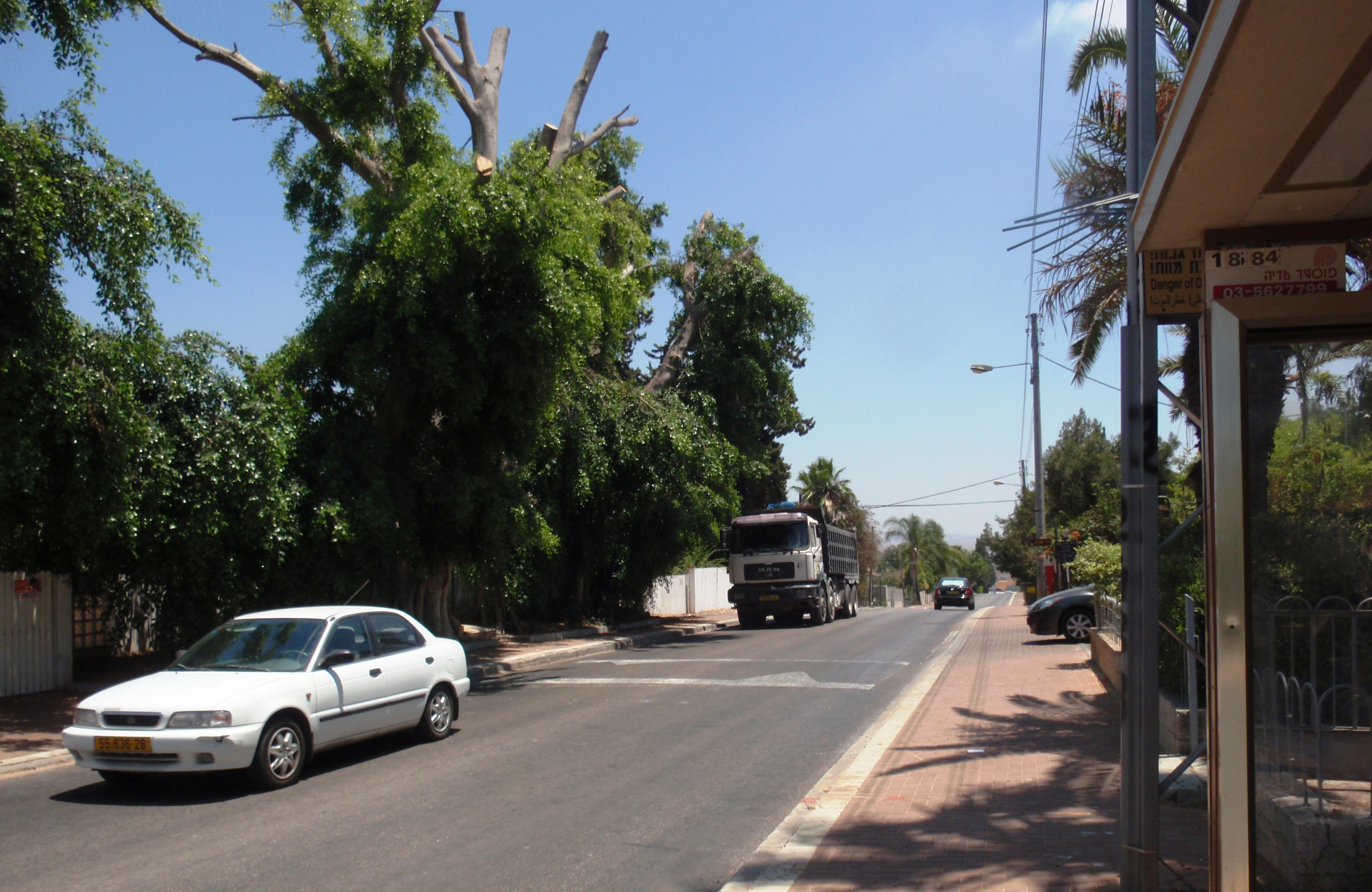

- Datos: Q2920196
- Multimedia: Gat Rimon / Q2920196